# دینیلیسیا
دینیلیسیا (نام علمی: Dinilysia) نام یک سرده از راسته پولک‌داران است.